# Cesare Goretti
Cesare Goretti (Torino, 26 aprile 1886 – Pozzo d'Adda, 14 maggio 1952) è stato un filosofo e giurista italiano.

## Biografia
Laureatosi in Giurisprudenza all'Università degli Studi di Torino nel 1909 (relatore è il filosofo del diritto Gioele Solari), Goretti frequenta successivamente l'Accademia scientifico-letteraria di Milano (che sarebbe confluita nel 1924 nell'Università degli Studi di Milano), dove incontra Piero Martinetti; lì nel 1921 si laurea in Filosofia.
Nel 1926 è segretario del VI Congresso Nazionale di Filosofia, organizzato dalla Società filosofica italiana e presieduto da Piero Martinetti; il Congresso  è sciolto dalle autorità fasciste dopo appena due giorni. Il 31 marzo 1926 Martinetti e Goretti firmano la lettera di protesta indirizzata al rettore Luigi Mangiagalli, nel quale si "protesta in nome della libertà degli studi e della tradizione italiana contro un atto di violenza che impedisce l'esercizio della discussione filosofica ed invano pretende di vincolare la vita del pensiero".
Nel 1931, al momento del giuramento di fedeltà al Fascismo, necessario per entrare nella carriera universitaria o per proseguirla, Goretti si rifiuta e resta così al di fuori della carriera accademica; svolge attività professionale a Milano, effettua traduzioni di testi filosofici e collabora alla "Rivista di filosofia" (anche quale componente del comitato direttivo). Frequenta, come altri filosofi antiscolastici ed antifascisti, la casa di Luigi Fossati (1871-1945, bibliofilo ex sacerdote e docente, poi allievo del Martinetti e direttore di Rivista di filosofia) in Via Ciro Menotti a Milano.
In prossimità della morte, avvenuta nel 1943, Piero Martinetti lascia la sua biblioteca privata in legato a Nina Ruffini (nipote di Francesco Ruffini), Gioele Solari e Cesare Goretti. La Biblioteca verrà poi conferita dai rispettivi eredi nel 1955 alla "Fondazione Piero Martinetti per gli studi di storia filosofica e religiosa" di Torino; oggi è posta nel palazzo del Rettorato dell'Università di Torino, presso la Biblioteca della Facoltà di Lettere e Filosofia.
Solo nel secondo dopoguerra Goretti è riammesso nel mondo universitario e nel 1948 assume per concorso la cattedra di Filosofia del diritto; insegna all'Università degli Studi di Ferrara fino alla morte.
Il Comune di Ferrara ha intitolato una via a Cesare Goretti, "filosofo - patriota".

## L'animale come soggetto di diritto
Prolifico filosofo del diritto, autore di scritti su Kant, Sorel, Bradley, traduttore di varie opere filosofiche (Afrikan Špir, Bradley, Thomas Hill Green), a Goretti si deve il primo intervento che qualifica l'animale come “soggetto di diritto”.
Nel 1926 Piero Martinetti aveva pubblicato “La psiche degli animali” in cui aveva sottolineato che gli animali possedevano intelletto e coscienza e, in generale, un vita interiore, come emergeva dagli “atteggiamenti, i gesti, la fisionomia”; questa vita interiore è “forse estremamente diversa e lontana” da quella umana” ma “ha anch'essa i caratteri della coscienza e non può essere ridotta ad un semplice meccanismo fisiologico”.
Nel 1928 Goretti va oltre, fino ad affermare che gli animali sono veri e propri “soggetti di diritto” e che l'animale ha una “coscienza giuridica” e una percezione del giuridico. In tal modo ha anticipato tematiche proprie della bioetica e dell'etologia; nonostante l'originalità e l'innovatività delle posizioni assunte, il suo scritto non ha avuto fortuna ed è stato del tutto trascurato dal dibattito animalista e negli studi di etologia.
(Cesare Goretti, L’animale quale soggetto di diritto, 1928)

## L'istitutismo giuridico
Cesare Goretti è ritenuto – unitamente al filosofo del diritto francese Jean Ray -  esponente dell’istitutismo giuridico.
Nella filosofia del diritto occidentale del XX secolo, si individuano tre teorie dell'"istituzionalità nel giuridico" (Lorini):
- istitutismo: teoria del diritto quale insieme di istituti giuridici; gli istituti sono concepiti in Goretti "come una sorta di azioni coordinate, costituenti un equilibrio tipico e costante di finalità che si fissano in un complesso di mezzi" e in Ray "come costruzioni giuridiche"[16][17][18]
- istituzionalismo: teoria del diritto quale istituzione[15][17] (Santi Romano, Maurice Hauriou).
- neo-istituzionalismo: il diritto è rappresentato da fatti istituzionali (Neil McCormick, Ota Weinberger).[16][19][20]

## Opere

### Monografie
- Il carattere formale della filosofia giuridica kantiana, Casa Editrice Isis, Milano, 1922;
- Il sentimento giuridico nell'opera di Giorgio Sorel, Casa Editrice "Il Solco", Città di Castello, 1922;
- Sorel, Athena, Milano, 1928;
- I fondamenti del diritto, Libreria Editrice Lombarda, Milano, 1930;
- Il liberalismo giuridico di Maurice Hauriou, Tip. Editrice L. Di Pirola, Milano, 1933;
- Contributo allo studio della norma giuridica in relazione agli atti giuridici, Tip. G. Bianciardi, Lodi, 1938;
- Concetti ed istituti giuridici, Tip. G. Bianciardi, Lodi, 1940;
- La normatività giuridica, CEDAM, Padova, 1950.

### Altre opere
- L'opera ed il pensiero di Thomas Hill Green, in A. C. Bradley, Thomas Green Hill, Etica, Bocca, Torino, 1925
- Il trattato politico di Spinoza, "Rivista di filosofia", 1927, 235
- L'animale quale soggetto di diritto, "Rivista di filosofia", 1928, 348
- Recensione di Carl Schmitt, Die Diktatur. Von den Anfängen des modernen Souveränitätsgedankens bis zum proletarischen Klassenkampf, Duncher & Humblot, München-Leipzig, ed. 1928, "Rivista di Filosofia", 1929, 375
- Recensione di R. Smend, Verfassung und Verfassungsrecht, 1926, "Rivista di Filosofia", 1929, 386
- Introduzione a A. Spir, La giustizia, Libreria Editrice Lombarda, Milano, 1930
- Il saggio politico sulla costituzione del Württenberg, "Rivista di filosofia", 1931, 408
- Sul valore della distinzione tra legge e norma, "Rivista di filosofia", 1932, 125
- La filosofia pratica - W. Schuppe, "Rivista di filosofia", 1933, 124
- Il valore della filosofia di F. H. Bradley, "Rivista di filosofia", 1933, 332
- Il saggio del Brentano sull'origine della conoscenza etica, "Rivista di filosofia", 1934, 141
- L'idea di patria, "Rivista di filosofia", 1935, 68
- L'idealismo rappresentativo di O. Hamelin, "Rivista di filosofia", 1935, 325
- Recensione di Piero Calamandrei, Elogio dei giudici scritto da un avvocato, in "Rivista di filosofia", 1936, 187
- La metafisica della conoscenza in Thomas Hill Green, "Rivista di filosofia", 1936, 97
- Il dolore nel pessimismo di A. Spir, "Rivista di filosofia", 1937, 227
- Il valore dell'individualità, "Rivista di filosofia", 1938, 226
- Dal Saint-Simon al neo-saintsimonismo, "Rivista di filosofia", 1939, 312
- Diritti e doveri giuridici in relazione alla norma giuridica, "Archivio della Cultura italiana", 1941, 251
- L'istituzione dell'eforato, "Archivio della Cultura italiana", 1941, 251
- Il significato di una valutazione tecnica della realtà, "Archivio della Cultura italiana", 1943, 5
- Piero Martinetti (1872-1943), "Archivio della Cultura italiana", 1943, 81
- L'impiego delle categorie o dei concetti puri ed il valore della coazione e dei postulati nella filosofia giuridica kantiana, "Annali della Università di Ferrara", vol. VII, parte III (Facoltà di Giurisprudenza), 1947-48, 87
- Recensione di Aurelio Candian, Avvocatura, Milano, 1949 in "Annali della Università di Ferrara", vol. VII, parte III (Facoltà di Giurisprudenza), 1947-48, 163
- Il liberalismo di Emile Faguet, "Rivista internazionale di filosofia del diritto", 1949, 163
- Istituzioni in senso tecnico ed istituti giuridici nella concezione realistica di Santi Romano, "Annali della Università di Ferrara", Vol. VIII, anni accademici 1948-49 e 1949-50, 183
- Il valore delle massime di equità, "Scritti giuridici in onore di Francesco Carnelutti", vol. I, Filosofia e teoria generale del diritto, Cedam, Padova, 1950, 295
- L'umanesimo critico di Anatole France, "Rivista internazionale di filosofia del diritto", 1950, 439
- Recensione di Rudolf Muller-Erzbach, "Rivista trimestrale di diritto e procedura civile", 1952, 1170
- Rileggendo il Filomusi Guelfi, "Rivista internazionale di filosofia del diritto", 1951, 165
- Il pensiero filosofico di Piero Martinetti, "Memorie dell'Accademia delle Scienze dell'Istituto di Bologna. Classe di Scienze Morali", Serie V, Vol. II, Bologna, 1951, 1
- Alcune considerazioni critiche sul diritto sociale, "Annali della Università di Ferrara", Sezione X. Scienze Giuridiche. Vol. I, 1950-51 e 1951-52, 1
- Il valore dell'acquisto ideale nella filosofia giuridica di Kant, "Rivista internazionale di filosofia del diritto", 1951, 496
- Sulla sociologia dei gruppi sociali, "Scritti di sociologia e politica in onore di Luigi Sturzo", Zanichelli, Bologna, vol. II, 1953, 253;  testo online (PDF) [collegamento interrotto], su luigisturzo.it. URL consultato il 13 novembre 2012.

## Scritti su Cesare Goretti
- Gioele Solari, Recensione di C. Goretti, I fondamenti del diritto, in "Rivista di filosofia", 1931, 63
- Norberto Bobbio, Cesare Goretti (1886-1952), in "Rivista internazionale di filosofia del diritto", 1952, 505
- Giulio Bruni Roccia, Filosofia e realizzazione spirituale in Cesare Goretti, in "Rivista internazionale di filosofia del diritto", 1955, 486
- Rinaldo Orecchia, voce Cesare Goretti della Enciclopedia filosofica, Vol. II Venezia-Roma, Istituto per la Collaborazione culturale, 1957
- Rinaldo Orecchia, Cesare Goretti, in Rinaldo Orecchia, Maestri italiani di filosofia del diritto del secolo XX, Bulzoni editore, Roma, 1978, 93
- Silvana Castignone, I diritti animali: la prospettiva utilitaristica, "Materiali per una storia della cultura giuridica", 1983, 397
- Francesco D'Agostino, I diritti degli animali, "Rivista internazionale di filosofia del diritto", 1994, 78
- Valerio Pocar, Gli animali non umani, Laterza, Roma-Bari, 1998
- Piero Martinetti, Pietà verso gli animali (a cura di Alessandro Di Chiara), Il melangolo, Genova, 1999
- Paolo Di Lucia, La rilevanza di Cesare Goretti per la bioetica e l'etologia, "Annuario di itinerari filosofici", II, "Piacere, dolore, senso", Mimesis, Milano, 2000, 143
- Giuseppe Lorini, Atti giuridici istituzionali, in Giuseppe Lorini (cur.), Atto giuridico, Adriatica, Bari, 2002, 125
- Paolo Di Lucia, Filosofia del diritto, Raffaello Cortina Editore, Milano, 2002, 83
- Giuseppe Colombo, La filosofia come soteriologia: l'avventura spirituale e intellettuale di Piero Martinetti, Vita e Pensiero, Milano, 2005
- Carlo Galli, Carl Schmitt nella cultura italiana (1924-1978). Storia, bilancio, prospettive di una presenza problematica, "Storicamente", 2010, n. 6  testo online, su storicamente.org. URL consultato il 15 novembre 2012.
- Giuseppe Lorini, Due a priori del diritto: l'a priori del giuridico in Cesare Goretti vs l'a priori giuridico in Adolf Reinach, in Francesca De Vecchi (cur.), Fenomenologia del diritto. Adolf Reinach, Mimesis, Milano, 2011
- Attilio Pisanò, Diritti deumanizzati: animali, ambiente, generazioni future, specie umana, Giuffrè, Milano, 2012, 39
- Filippo Domenicali, Cesare Goretti (1886-1952) Un profilo bio-bibliografico, "Rivista di Storia dell'Università di Torino", XI, 1/2022, pp. 113–137 (online)